# Nilmosaik von Palestrina

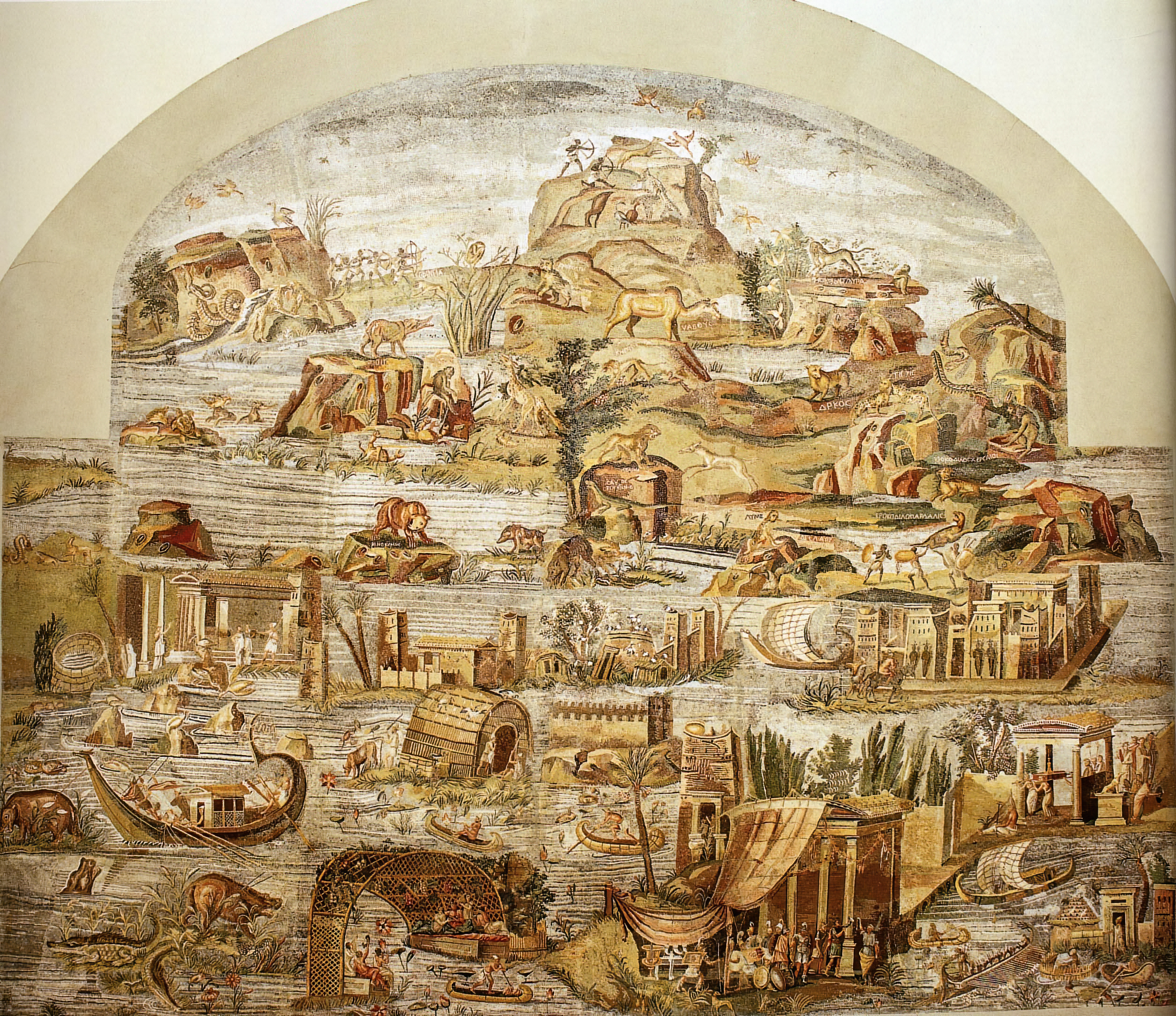
Nilmosaik von Palestrina

Das Nilmosaik von Palestrina (auch bekannt als Barberinisches Mosaik) ist ein 5,85 × 4,31 m großes antikes Bildmosaik aus dem Heiligtum der Fortuna Primigenia in Praeneste, dem heutigen Palestrina, und ist die am besten erhaltene und bedeutendste Darstellung einer antiken Nillandschaft. Eine aus Fragmenten rekonstruierte Fassung befindet sich im Museo Nazionale Prenestino, dem ehemaligen Palazzo Barberini-Colonna. Ein Segment befindet sich in der Antikensammlung in Berlin.

## Entstehung und Datierung

### Lage

Unterer Komplex des Heiligtums

Das Nilmosaik befand sich ursprünglich in einer Apsis eines Hallenbaus, der Teil des sogenannten unteren Komplexes des Heiligtums der Fortuna Primigenia war. Diese Apsis war 6,87 m breit, 4,35 m tief und etwa 10 m hoch. Sie schloss unmittelbar an den dort anstehenden Fels an. Wegen der Porosität des Gesteins wird davon ausgegangen, dass Wasser aus dem Fels drang und das Mosaik mit einer dünnen Schicht Wasser bedeckte. Möglicherweise befanden sich Fassungen in den drei den Apsisbogen durchbrechenden Nischen, die jede etwa 80 cm tief und 90 cm breit sind. Es handelt sich also um eine Grottennymphäum. Die Halle selbst war 22 m lang, 14 m breit und mindestens 14 m hoch. Unter ihrem Boden befand sich das Aerarium von Praeneste.
Auf der linken Seite der Halle befand sich ein Durchgang zu einem größeren, möglicherweise überdachten, mindestens zweistöckigen Bauwerk, das durch mehrere Säulenreihen gegliedert war. Links an diese Säulenhalle anschließend befindet sich ein weiteres Grottennymphaeum, dessen Boden mit einem weiteren Mosaik geschmückt war, das sich zum Teil noch an Ort und Stelle befindet, das sogenannte Fischmosaik von Palestrina.
Vor der Säulenhalle befand sich ein Tempel, von dem einige Reste sich noch unter der Kirche San Agapito befinden. Welcher Gottheit der Tempel gewidmet war, ist unbekannt.

### Heiligtum oder Forum?
Die Interpretation und Datierung des Nilmosaiks ist ebenso umstritten wie die Funktion des ganzen Baukomplexes.
Ende des 19. Jahrhunderts vertrat Orazio Marucchi in mehreren Publikationen die Ansicht, es handele sich bei dem Komplex um das eigentliche Heiligtum der Fortuna, wobei er sich auf eine Beschreibung des Heiligtums bei Cicero stützt. Dementsprechend wurde die Säulenhalle als Area sacra oder Tempelvorhof identifiziert, das Nymphäum mit dem Fischmosaik galt als der Fundort der sortes Praenestinae, der Lose, denen das Heiligtum seinen Ruf als Orakelstätte verdankte, und das Gebäude mit der Apsis war das Aedes Fortunae, das eigentliche Heiligtum der Fortuna.
Das Vorhandensein der beiden Mosaike schien die Annahme zu stützen, da in der Naturgeschichte des Plinius erwähnt wird, dass Sulla dem Heiligtum der Fortuna in Praeneste einen lithostrotos, also einen steinernen Bodenbelag, gestiftet habe:
Lithostrota coeptavere iam sub Sulla; parvolis certe crustis exstat hodieque quod in Fortunae delubro Praeneste fecit.
„Lithostrota kamen schon zu Sullas Zeit in Verbreitung. Jedenfalls existiert noch heute ein aus kleinen Marmorstücken bestehender solcher Belag, den Sulla im Heiligtum der Fortuna in Praeneste hatte anbringen lassen.“
Dieser Argumentation bediente sich insbesondere Richard Delbrueck.
Ob nun unter lithostrotos (griechisch λιθόστρωτος) ein großformatiges Mosaikbild verstanden werden kann, erscheint nicht sicher. Für Bildmosaiken gab es im Griechischen spezifisch die Bezeichnung Emblema (ἔμβλημα „das Eingesetzte“), von dem sich das Wort Emblem herleitet. Die Wortbedeutung kam daher, dass Bildmosaike in einer Kastenform aufgebaut und dann mit dem Kasten in einer größeren, einfacher gestalteten Bodenfläche eingelassen wurden. Die Römer dagegen bezeichneten Bildmosaike spezifisch als opus vermiculatum.

## Fundgeschichte
Wann das Mosaik gefunden wurde, ist nicht genau bekannt. Es wird 1607 in einer Beschreibung des Bistums Palestrina erstmals erwähnt, aus der hervorgeht, dass es möglicherweise schon 1588 entdeckt wurde. Bekannt wurde es 1614 durch Federico Cesi, den Begründer der Accademia dei Lincei, der wiederum den Kardinal Francesco Barberini auf die Bedeutung des Fundes aufmerksam machte. Die Barberini waren zu dieser Zeit die Herren von Palestrina. Der Kardinalnepot des 1623 als Urban VIII. zum Papst gewählten Maffeo Barberini ließ das Mosaik zwischen 1624 und 1626 in Segmente zerlegen und nach Rom bringen. Das Mosaik ging dort in den Besitz von Lorenzo Malagotti über, Kardinalstaatssekretär und ebenfalls ein Onkel von Francesco Barberini. Durch Malagotti gelangte das Segment mit der Pergola 1628 als Staatsgeschenk an Ferdinand II. Medici, Großherzog der Toskana und über mehrere weitere Besitzer schließlich in die Antikensammlung in Berlin.
Nachdem Francesco Barberini 1627 Direktor der Biblioteca Apostolica Vaticana geworden war, ging das Mosaik wieder in seine Verfügung über. Durch Battista Calandra, dem bedeutendsten Mosaikkünstler der Zeit, ließ Kardinal Barberini das Mosaik restaurieren und die Segmente zu einer Gesamtkomposition verbinden, welche die existierenden Lücken schloss. Das Segment mit der Pergola wurde durch eine Kopie ersetzt. Diese restaurierte Form entspricht im Wesentlichen der heute bekannten.
Das Mosaik war inzwischen berühmt und die Bürger von Palestrina verlangten seine Rückführung. 1640 veranlasste Kardinal Barberini die Überführung in den Palazzo Colonna-Barberini in Palestrina. Durch unsachgemäße Lagerung beim Transport nahm das Mosaik allerdings erheblichen Schaden. Die Kisten waren verkehrt herum gelagert worden (mit der Bildseite nach unten), sodass sich die Bildsteine bei der Fahrt auf holprigen Wegen aus dem Verbund lösten, weshalb das Mosaik nach der Ankunft in Palestrina erneut restauriert werden musste.

## Beschreibung

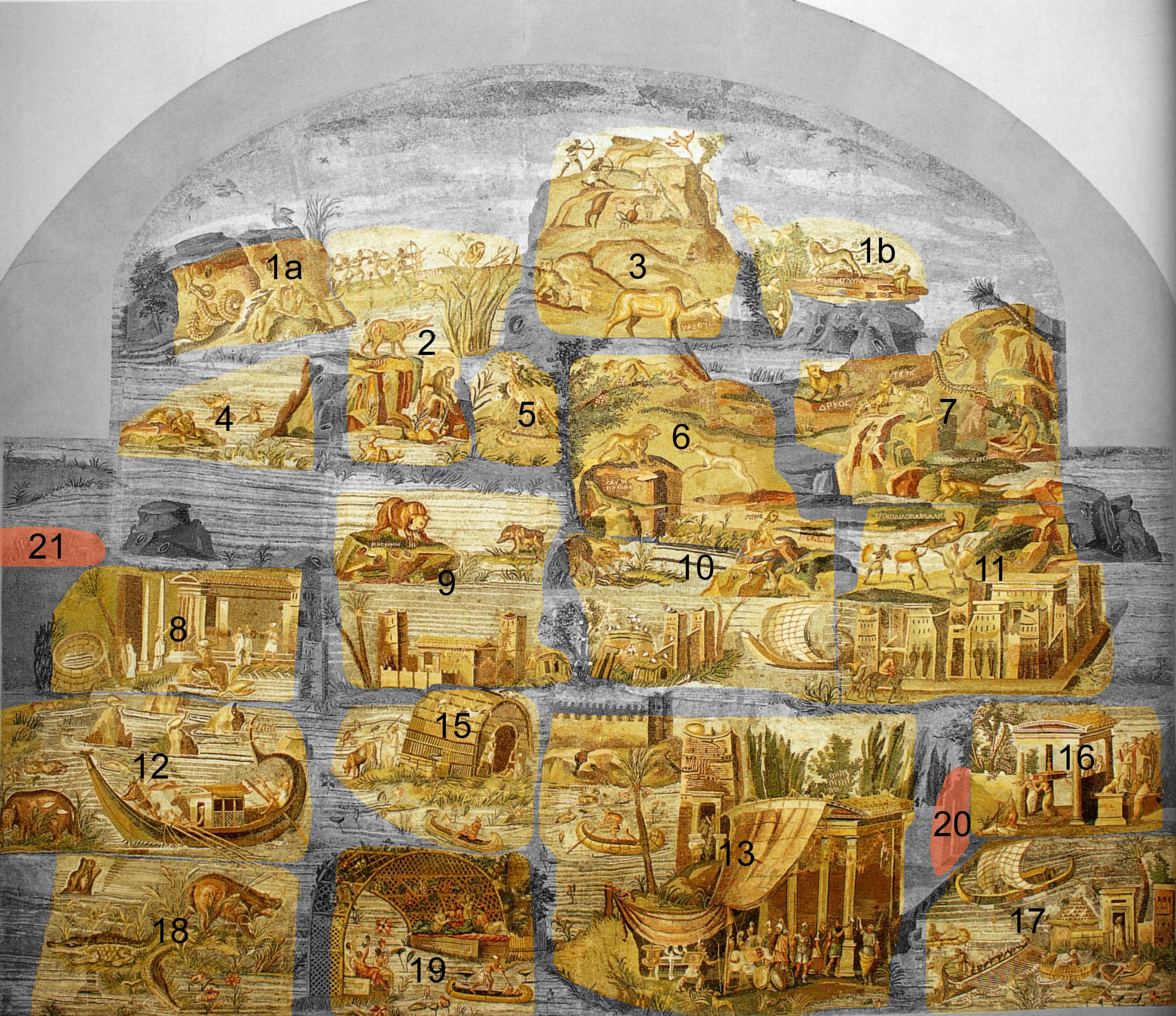
Originale Segmente (farbig) entsprechend den Kopien von Dal Pozzo.

Durch diese wechselhaften Schicksale bestünde heute eine große Unsicherheit, zu welchem Teil der aufgefundene Bestand erhalten ist und welche Teile der erhaltenen Teile original sind, hätte nicht vor 1640 (vermutlich schon 1626) der Gelehrte Cassiano Dal Pozzo durch einen Maler (wahrscheinlich Vincenzo Vanenti) Aquarelle der Segmente in ihrem damaligen Zustand anfertigen lassen. Diese Aquarelle wurden von Helen Whitehouse in den 1970er Jahren in der Royal Collection in Windsor Castle entdeckt und publiziert. Diese Aquarelle zeigen, dass der damals vorhandene Bestand bis auf ein kleines Fragment erhalten ist. Zudem konnten bei der letzten Restaurierung durch Salvatore Aurigemma anhand der Rückseite des Mosaiks die antiken Teile großenteils bestimmt werden.
Inwieweit allerdings die gegenwärtige Anordnung der Segmente der ursprünglichen Anordnung entspricht, darüber besteht weiter Unklarheit. Auch ist es nicht klar, wie groß der verlorene Teil des antiken Zustandes ist. Da die Abmessungen des Fundortes mit 6,78 × 4,35 deutlich breiter sind und zudem noch Ausbuchtungen im Apsisbogen aufweisen, könnte es sein, dass in der Breite fast ein Meter des antiken Bildes verloren ist.
Die folgenden Abschnitte enthalten eine Beschreibung der einzelnen Segmente. Die Nummerierung entspricht der von Helen Whitehouse verwendeten, die auch der Nummerierung der Dal Pozzo-Kopien entspricht. Ausnahmen sind die Segmente 20 und 21, die von Paul Meyboom als Bestandteile des originalen Mosaiks identifiziert wurden.

### Segment 1

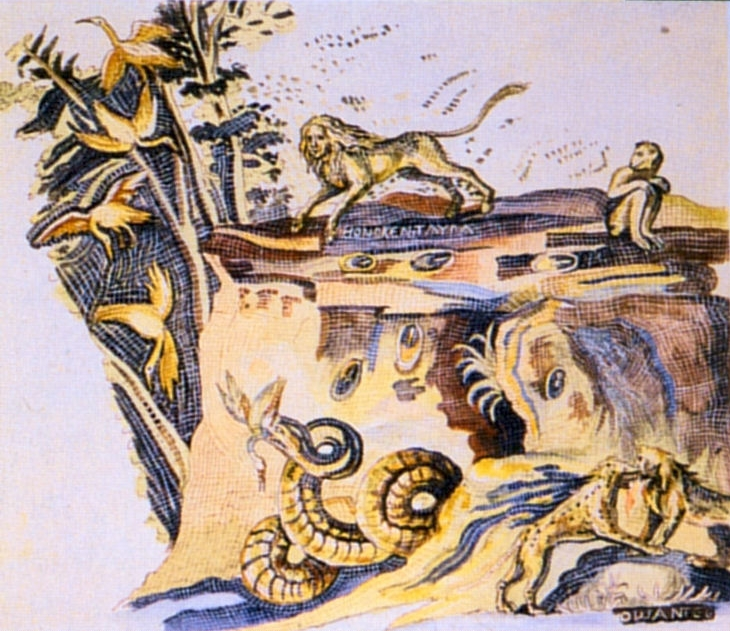
Segment 1 (Kopie von Dal Pozzo).

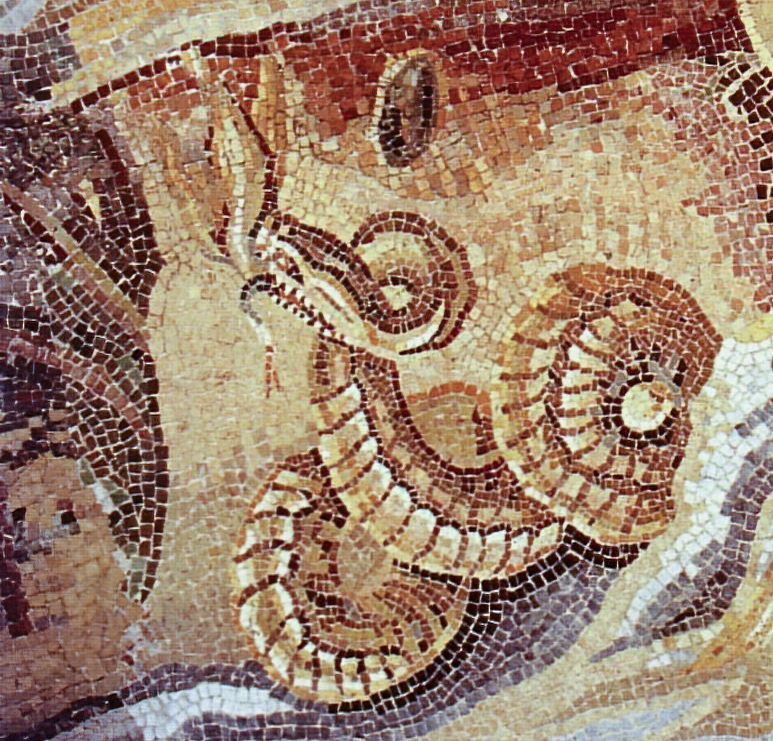
Riesenschlange frisst einen Vogel (Detail aus Segment 1a)

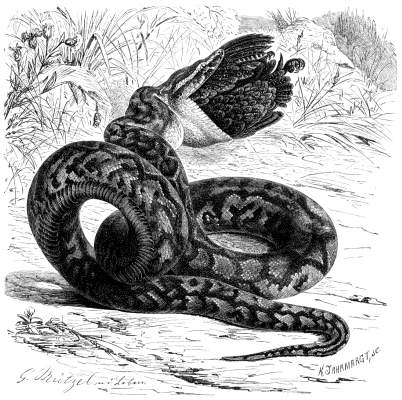
Python sebae frisst einen Vogel (Illustration aus Brehms Thierleben).

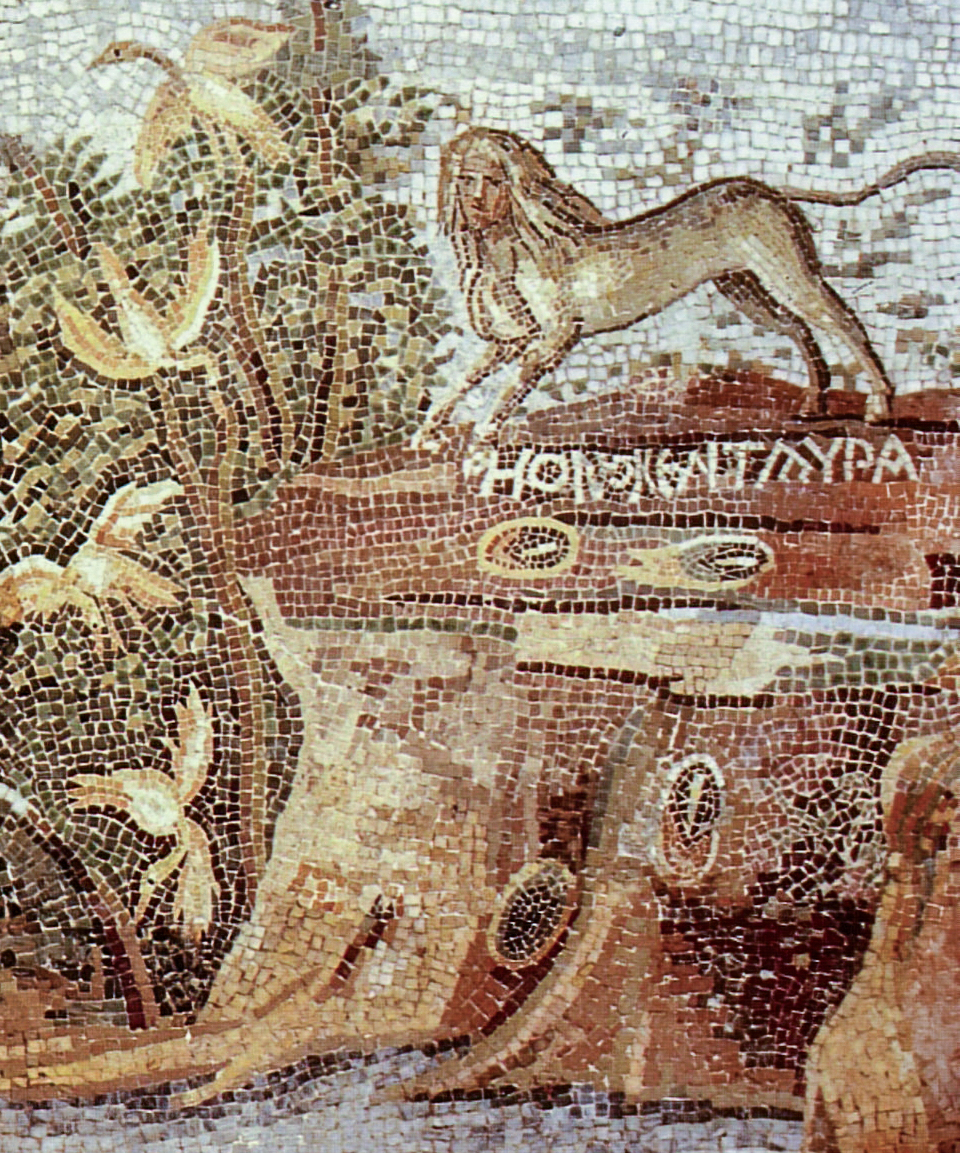
Onokentauros (Segment 1b)

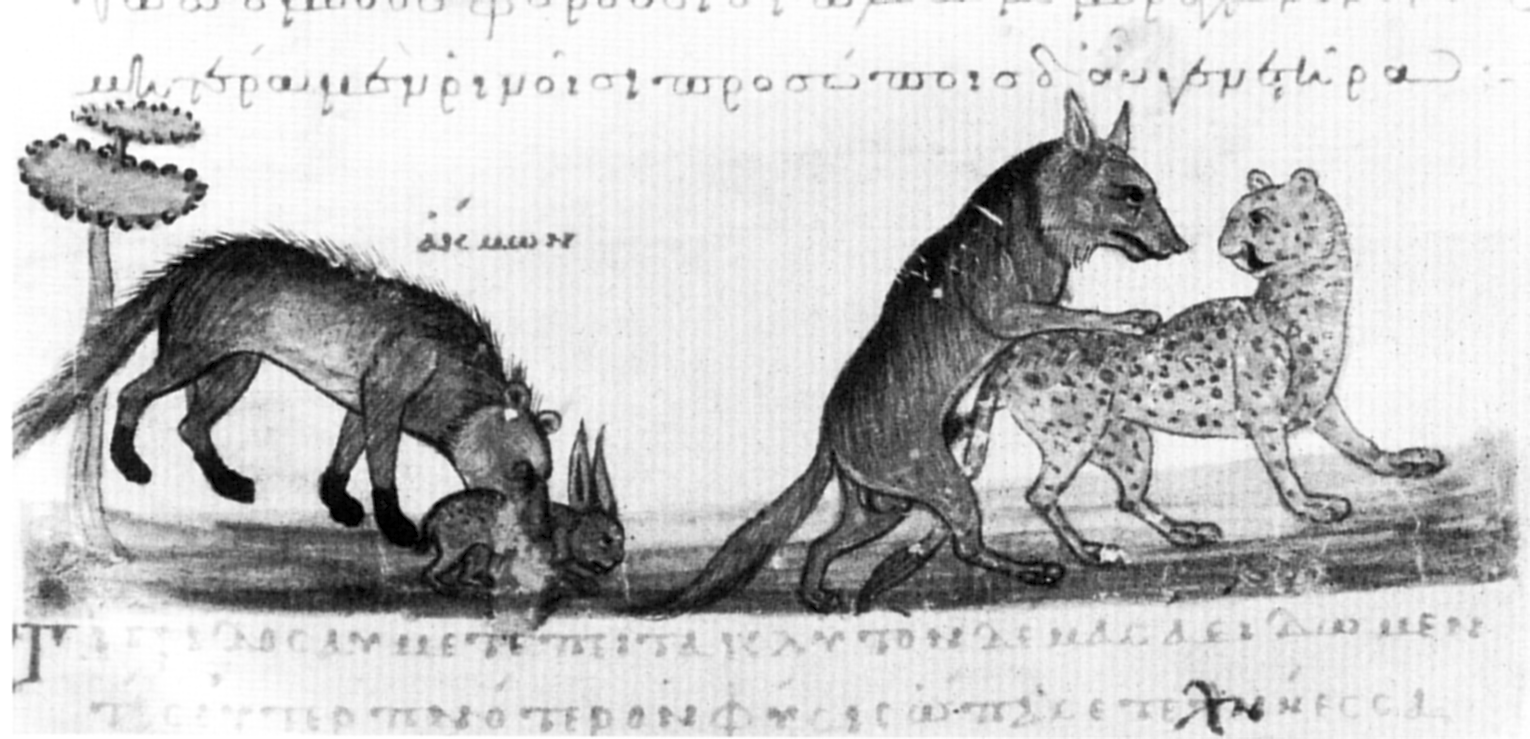
Paarung von Wolf und Gepard (Illustration zu Oppians Kynegetika in einer venezianischen Handschrift des 10. Jahrhunderts).

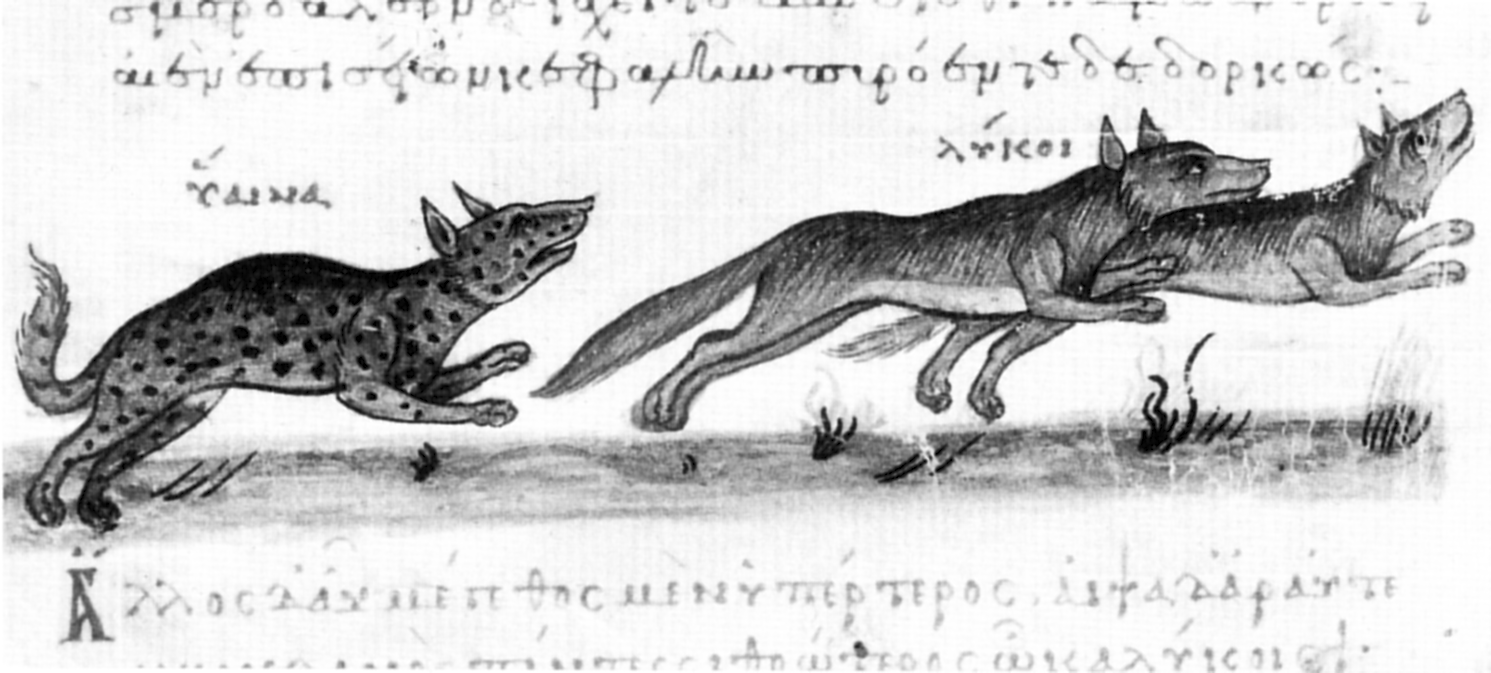
Thos (links) jagt mit Wölfen.

Das Segment 1, das auf der Dal Pozzo-Kopie als Einheit abgebildet wird, wurde in zwei Teile zerlegt. Diese Teile (Segment 1a und 1b) sind jetzt links bzw. rechts oben positioniert. Vermutlich zerbrach das Segment 1640 und die Teile wurden beim Zusammenbau falsch eingesetzt. Das Segment zeigt vor allem verschiedene Tierarten, die für das Äthiopien der Antike als typisch betrachtet werden konnten. Das alte Aithiopia (Αιθιοπία) ist nicht zu verwechseln mit dem modernen Äthiopien, vielmehr bezeichnete es ein ausgedehntes Gebiet, bestehend aus Ägypten oberhalb des 1. Katarakts, Nubien, dem Sudan und nördlichen Teilen des modernen Äthiopiens.
Auf der linken Seite sieht man eine Reihe von Vögeln (Reiher oder Kraniche), die zu stürzen scheinen. Einer der Vögel wird gerade von einer großen Schlange gefressen. Plinius und Claudius Aelianus berichten von großen Schlangen, die Vögel im Flug zu fangen imstande sind. Als abgebildete Art käme der Nördliche Felsenpython (Python sebae) in Frage, dessen Größe, Verhalten und Erscheinung (helle, gelbliche Unterseite; die Oberseite ist braun mit schwarzen Rändern) der Darstellung gut entspricht. Interessant ist auch die Ähnlichkeit mit einer Illustration aus Brehms Thierleben, die Python sebae beim Fressen eines Vogels zeigt.
Zudem wurden Exemplare der Art im römischen Circus zur Schau gestellt und Agatharchides berichtet in seinem (nicht erhaltenen) Buch über das Rote Meer (Περὶ Πόντου Έρυθροῦ) vom Fang einer aithiopischen Riesenschlange, die zu Ptolemaios II. gebracht wurde und den Besuchern Alexandrias ein bemerkenswertes Spektakel bot, als man sie durch Aushungern zu zähmen versuchte.
Im Hintergrund ist ein Baum oder Strauch zu sehen, der als Zahnbürstenbaum identifiziert wurde.
Hinter der Schlange befindet sich eine flache Felsformation, ähnlich einem kleinen Tafelberg. Die Schlange scheint aus einer Spalte im Fels herauszukriechen. Im Fels eingelagert sind mehrere, teils grünliche, teils rötliche ovale Objekte, die vermutlich Schmucksteine darstellen sollen, wie sie in Nubien und Oberägypten häufig zu finden sind und von dort seit alters her importiert wurden. Es könnte sich um Türkis handeln, von dem Plinius berichtet, er werde in eiförmigen Einlagerungen im Fels gefunden. Eine entsprechende Beschreibung gibt Agatharchides über die Fundstellen des Topas.
Auf der Felstafel sieht man ein seltsames Mischwesen mit menschlichem Kopf und dem Körper eines Huftiers. Die Beschriftung lautet ΗΟΝΟΚΕΝΤΑΥΡΑ. Der onokentauros war ein Fabelwesen aus Mensch und Esel, ähnlich dem bekannteren Kentauren, der eine Mischung aus Mensch und Pferd ist. Dieses Tier wurde von Pythagoras beschrieben, einem Seefahrer und Geographen, der im Auftrag von Ptolemaios II. die Küste des Roten Meeres erforschte. Der Bericht, den er über die Reise verfasste, ist nicht erhalten, wird aber von anderen antiken Autoren zitiert:
Sein Körper ähnelt einem Esel, er ist grau, wird aber weißlich unter den Flanken. Er hat einen menschlichen Oberkörper mit Brüsten und einem menschlichen Gesicht, das von einer dichten Mähne umgeben ist. Die Arme verwendet er sowohl zum Greifen und Halten von Dingen als auch zum Laufen. Er ist von heftiger Gemütsart und erträgt keine Gefangenschaft.
Welches Tier dieser Beschreibung zugrunde gelegen hat, ist Gegenstand der Spekulation. Es wurde sowohl eine Affenart als auch das Gnu als Vorbild vermutet.
Im Nilmosaik hat der Onokentauros keine Arme, der Kopf sitzt direkt auf der Brust auf, und seltsamerweise sind die Vorderhufe gespalten (wie bei Antilopen), die Hinterhufe dagegen nicht (wie bei Eseln).
Der Onokentauros wird auch an anderen Stellen erwähnt: So erscheint er in der Septuaginta als eine Art Schakal, der in den Ruinen Babylons wohnt (Jes 13,22 ; 34,14 ) Im Physiologus ist er ein Tier, das edle Charakterzüge mit bestialischen Instinkten vereint, wodurch er dem Menschen ähnelt.
Rechts des Onokentauros sieht man einen Affen sitzen, vermutlich eine Meerkatze. Da in den Gebieten Aithiopias außer Meerkatzen nur Paviane vorkommen, Paviane aber in den Segmenten 6 und 7 anders dargestellt werden, nimmt man an, dass es sich um eine Meerkatze handelt.
Am Fuß des Felsens, rechts der Schlange sieht man zwei gefleckte, sich konfrontierende Tiere, daneben die Bezeichnung ΘѠΑΝΤΕϹ (Toantes), eine Pluralbildung zu θώς (tos), womit Schakale, Leoparden, Wölfe und ähnliche Raubtiere bezeichnet wurden. Die hier abgebildeten Tiere sind offenbar Tüpfelhyänen (Crocuta crocuta). Wegen der Flecken nahm man in der Antike an, es handele sich bei der Tüpfelhyäne um eine Kreuzung aus Wolf und Leopard. In einem Manuskript der Kynegetica des Oppian von Apamea aus dem 10. Jahrhundert finden sich Abbildungen dieser Paarung sowie des Kreuzungsresultats, das der Darstellung im Nilmosaik sehr ähnelt. Alternativ wurde erwogen, dass es sich bei den Thoantes um Hyänenhunde (Lycaon pictus) handeln könnte, die zwar auch ein gefleckte Zeichnung aufweisen, jedoch keine Punkte.

### Segment 2

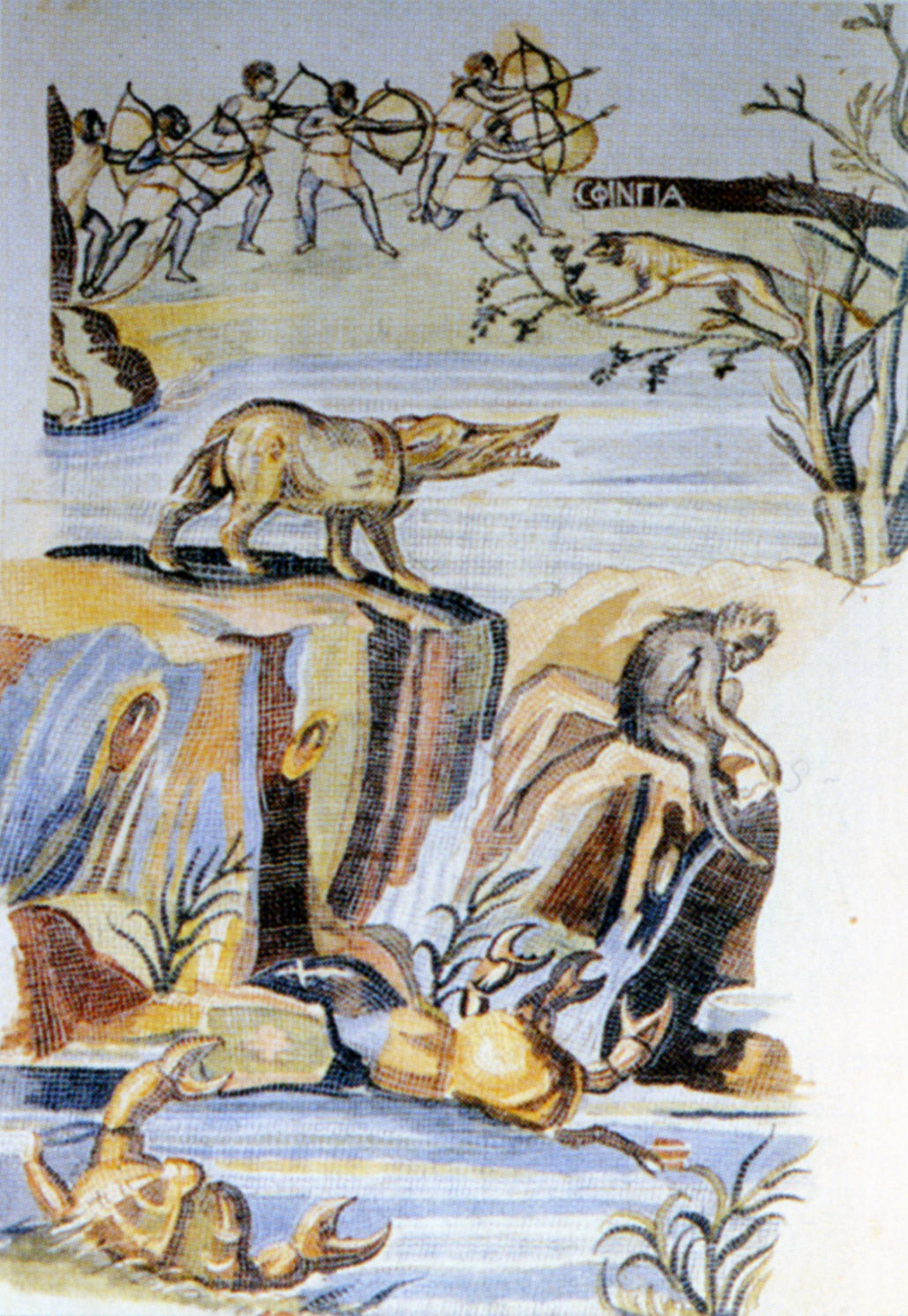
Segment 2 (Kopie von Dal Pozzo).

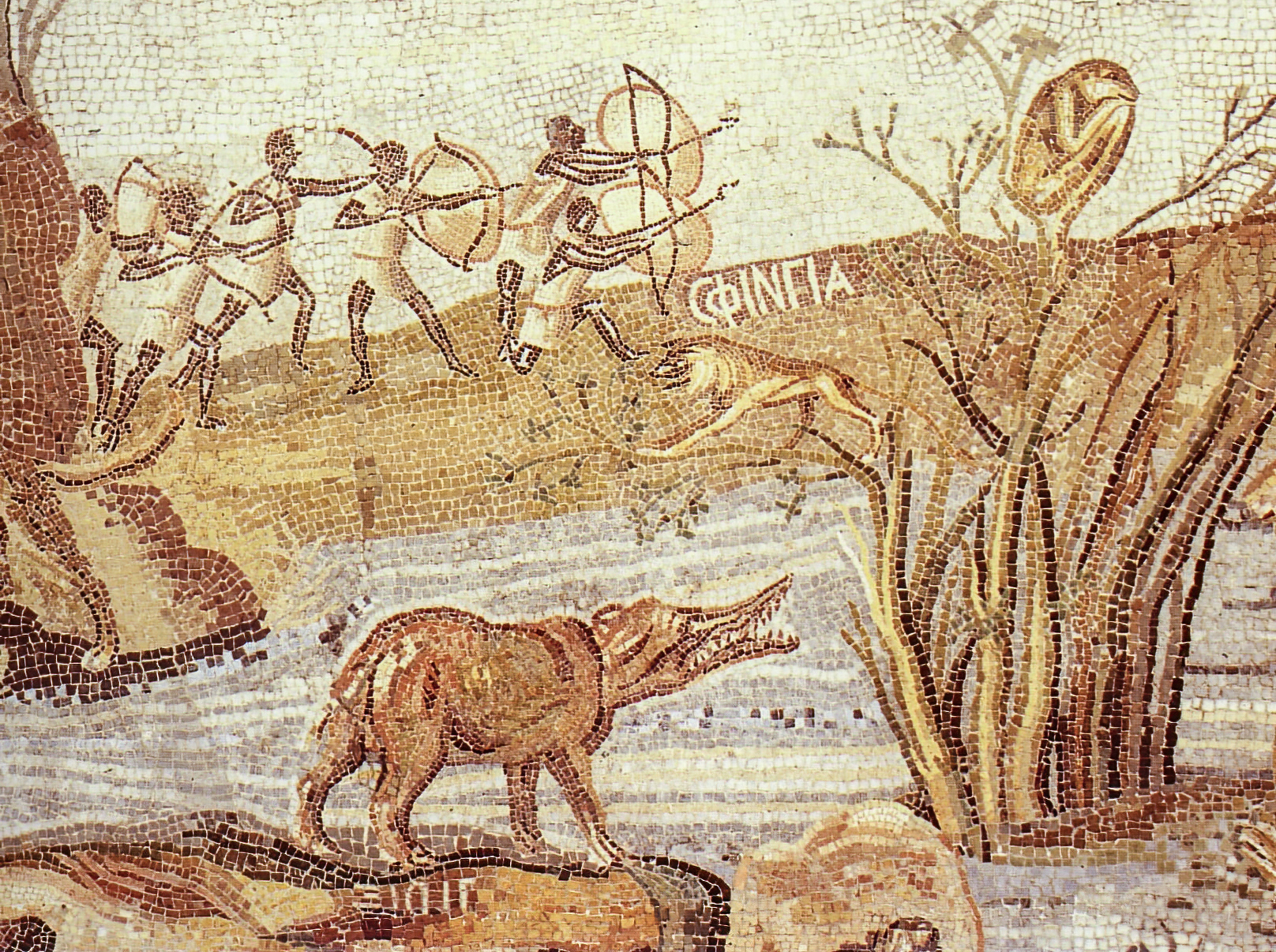
Troglodyten, Affen und ΞΙΟΙΓ (Detail aus Segment 2).

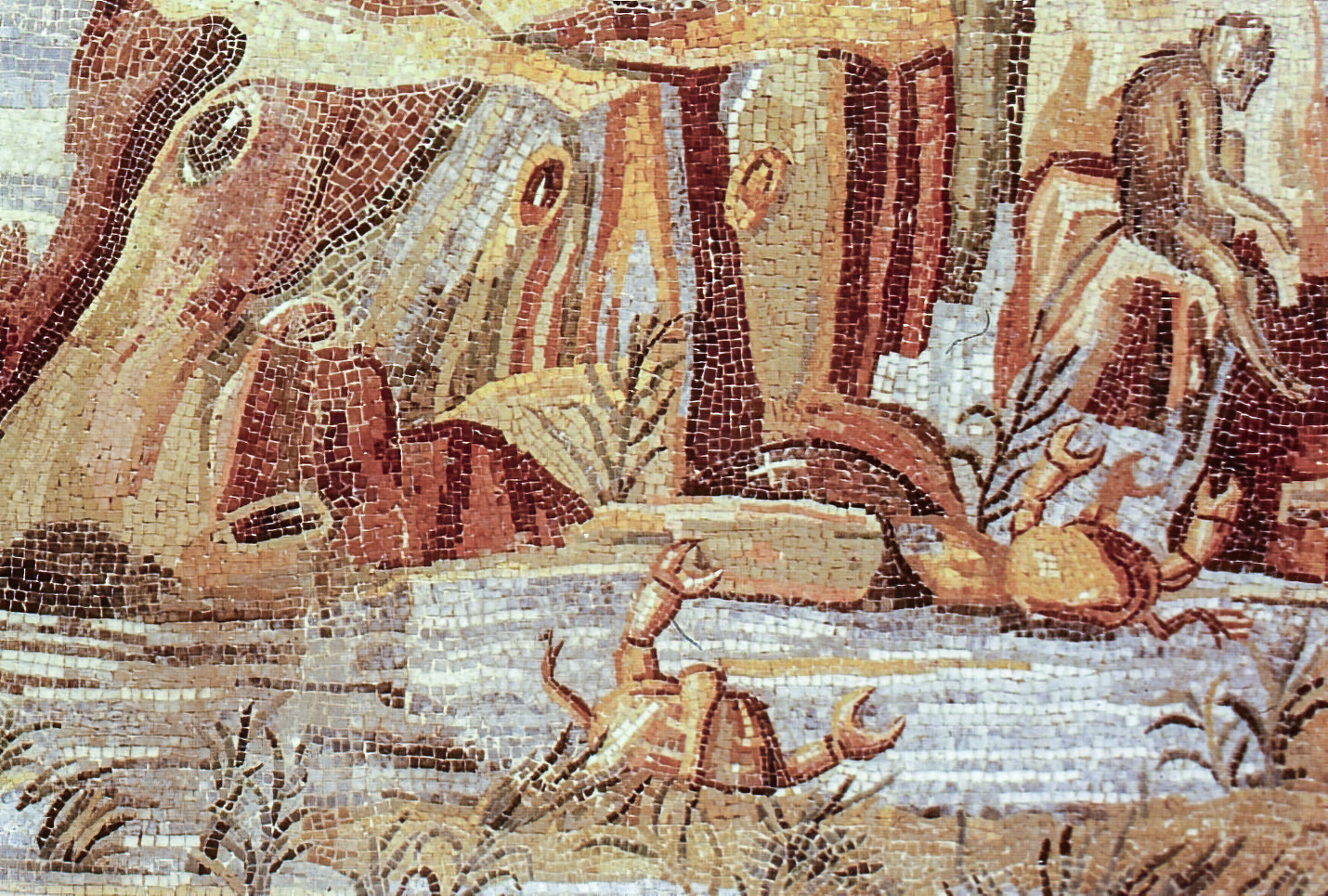
Affe und Krabben (Detail aus Segment 2).

Im oberen Teil des Segments sieht man sechs schwarze Jäger, die mit Bögen und runden Schilden bewaffnet sind und sich gerade zum Schuss bereitmachen. Das Beutetier ist nicht sichtbar. Die Darstellung entspricht der Beschreibung aithiopischer Stämme bei Diodor: sie seien von schwarzer Hautfarbe und ihr Haar wäre wollig. Sie seien bewaffnet mit Wurfspießen, langen Bögen und Schilden aus roher Ochsenhaut. Sie seien geschickte Bogenschützen und würden Vögel im Flug treffen. Was die Kleidung betrifft, deckt sich die Beschreibung Diodors nicht, denn dort steht, dass manche von ihnen ganz unbekleidet seien oder Schurze aus Schaffell oder aus Haaren geflochtene Gürtel trügen, auf dem Nilmosaik tragen sie jedoch eine Art Tunika mit Gürtel, es könnte sich allerdings auch um ungegerbte Felle handeln.
Rechts davon sitzen in einem Strauch zwei Affen und unterhalb des Strauches sitzt ein dritter Affe auf einem Felsen. Der eine der beiden Affen im Strauch klettert entlang eines Astes. Über seinem Kopf befindet sich die Beschriftung ϹΦΙΝΓΙΑ (SPHINGIA), wobei es sich vermutlich um eine Pluralform des Deminutivs von Sphinx (griechisch Σφίγξ) handelt. In der Antike wurden sechs Arten von Affen unterschieden:
- kallitriches („Schönhaarige“)[27]
- kephi: Bei Diodor[28] kepus, κηρους (kepous) bei Plinius dem Älteren,[29] κῆβος (kebos) bei Aristoteles,[30] auch κεῖπος (keipos).
- kerkopitheki („Schwanzaffen“)[31]
- kynokephali („Hundeköpfe“): Der Name legt nahe, dass es sich um Paviane handelt, da die Schnauze des Pavians an die eines Hundes erinnert.[30]
- satyri (Satyrn)[32]
- sphinges (Sphingen): Diodor berichtet, dass diese Art von Affen sowohl in Aithiopia als auch im Land der Troglodyten vorkommen und dass sie in der Erscheinung einer Sphinx ähnelten, nur sei ihr Mähne zottiger.[33]

Diesen verschiedenen antiken Artbezeichnungen moderne Taxa zuzuweisen ist schwierig bis unmöglich. Manche der Arten waren auch nicht gut oder nur vom Hörensagen bekannt, z. B. sagt Plinius von dem kepous genannten Tier, dass man es in Rom nur einmal bei den Spielen des Pompeius Magnus gesehen habe, und später nie mehr.
Im Nilmosaik erscheinen sechs Affen, bei dreien von ihnen sind Beschriftungen beigefügt, nämlich der Sphinx-Affe hier, kepion in Segment 6 und satyrus in Segment 7. Nach der Beschreibung bei Diodor sollte man als Sphinx-Affen einen mähnentragenden Affen erwarten, was bei dem über den Ast kletternden Affen auch zutrifft. Der beiden anderen Affen scheinen eher Meerkatzen zu sein. Im fraglichen Gebiet kommen heute mehrere passende Arten vor, nämlich der Mantelpavian (Papio hamadryas), die Äthiopische Grünmeerkatze (Chlorocebus aethiops) (wobei das auffällige schwarze Gesicht der Darstellung nicht entspricht), sowie der Husarenaffe (Erythrocebus patas). Allerdings können angesichts der Klimaänderungen in Nordafrika in den letzten 2000 Jahren die Verbreitungsgebiete in der Antike ganz anders gewesen sein, sodass z. B. auch Arten in Frage kämen, die heute nur noch in Westafrika auftreten.
Links unterhalb des Strauches steht ein eigenartiges vierbeiniges Tier mit krokodilähnlicher Schnauze auf einer Felsplatte. Der Text der Beschriftung lautet ΞΙΟΙΓ, was so keinen Sinn ergibt. Da auf den Dal Pozzo-Kopien keine Beschriftung erscheint, hat man angenommen, die Inschrift sei eine spätere Beifügung. Es kann sich aber auch um einen vom Kopisten übersehenen verstümmelten Rest eines längeren Wortes handeln. Als Ergänzung wurde ΣΑΡΚΟΦΑΓΟΣ SARKOPHAGOS „Fleischfresser“) vorgeschlagen, da Agatharchides als eine der Tierarten Aithiopias einen fleischfressenden Büffel (sarkophagos tauros) erwähnt. Die dargestellte Art bleibt unklar. Der Annahme, dass es sich um Warzenschwein oder Nilpferd handeln könnte, widerspricht, dass beide Arten an anderer Stelle des Mosaiks lebensähnlich und eindeutig identifizierbar dargestellt sind.
Unterhalb des Felsens mit dem ΞΙΟΙΓ strecken zwei große Krabben ihre Scheren aus dem Wasser. Es gab sowohl marine Krabbenarten, insbesondere an der Küste des Roten Meeres, als auch im Nil vorkommende Arten von Süßwasserkrabben.

### Segment 3

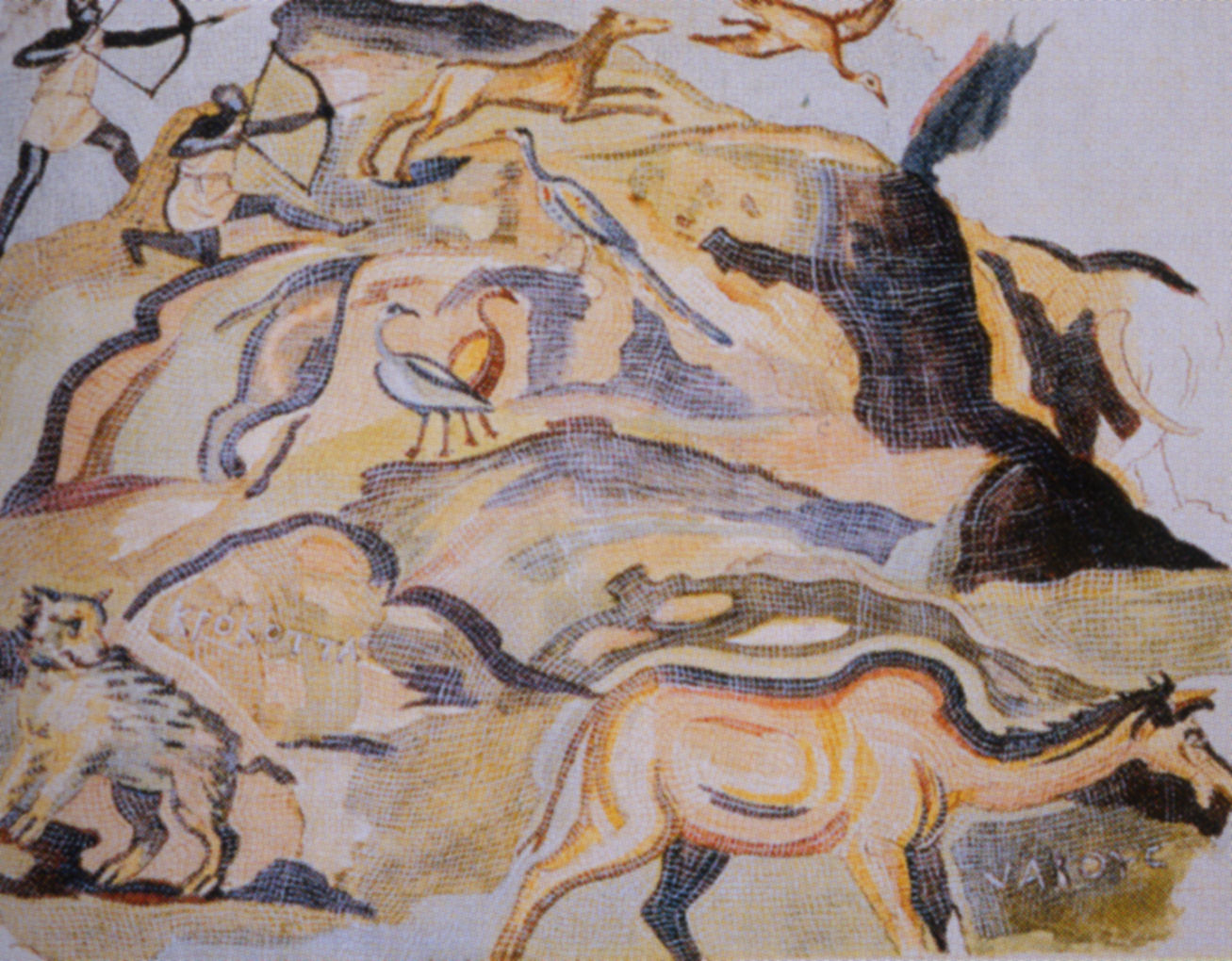
Segment 3 (Kopie von Dal Pozzo).

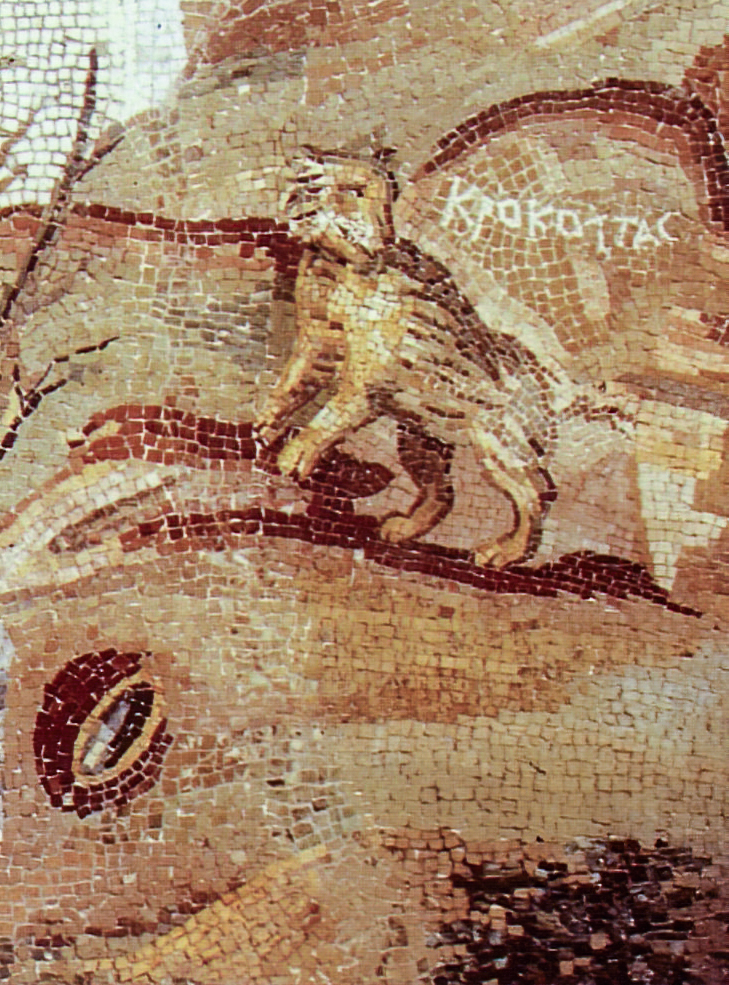
KROKOTTAS, die Streifenhyäne (Detail aus Segment 3)

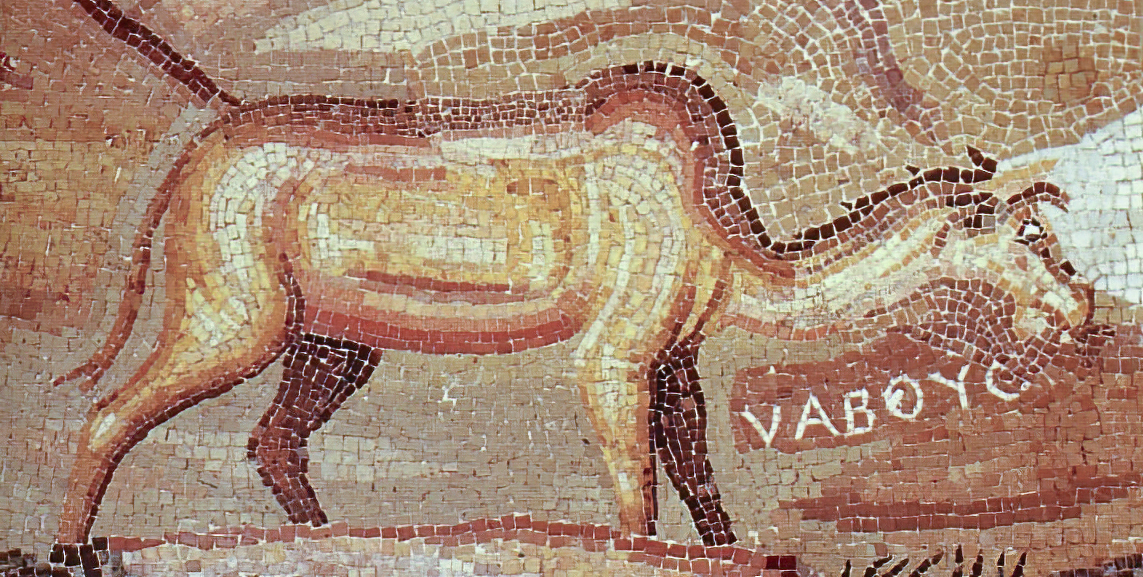
NABOUS, das Dromedar (Detail aus Segment 3)

Wie Segment 2 sieht man auch hier dunkelhäutige Jäger, die mit Pfeil und Bogen Jagd auf Vögel (Reiher oder Kraniche) machen. Die Kleidung unterscheidet sich, da die beiden Jäger hier eine Art Chiton exomis tragen, der nur über der linken Schulter geschlossen ist, wodurch der rechte Arm mehr Bewegungsfreiheit hat. Beide Jäger sind zum Schuss bereit, der vordere kniet dazu in einer Art halbem Spagat, der hintere steht aufrecht mit gespreizten Beinen.
Die Jäger befinden sich auf halber Höhe eines Felsens, oberhalb dessen man eine Gruppe niedrig fliegender Vögel sieht. Sie werden von einem großen, schlanken Hund begleitet, der auf die Vögel zuspringt, möglicherweise ein Windhund oder eine verwandte Art, wie z. B. der Tesem. Unterhalb des Hundes befindet sich ein im Mosaik nur noch schlecht erkennbarer, in der Kopie anhand der Schleppe gut identifizierbarer Pfau. Pfauen kommen ursprünglich aus Asien, insbesondere Indien, und waren in der Antike in Ägypten nicht heimisch. Sie wurden jedoch früh importiert: Athenaios berichtet, dass Pfauen zusammen mit anderen indischen und aithiopischen Tieren im den Triumph des Dionysos darstellenden Zug des Ptolemaios II. gezeigt wurden. Überhaupt wurde zwischen indischen und aithiopischen Tieren nicht klar getrennt, da man bis in das Mittelalter annahm, dass eine Landverbindung zwischen Indien und Äthiopien existiere, wodurch der Indische Ozean zum Binnenmeer geworden wäre. Zudem verlief der Handelsweg zwischen dem ptolemäischen Ägypten und Indien über am Roten Meer gelegene, mithin aithiopische Häfen.
Unterhalb des Pfaus sieht man einen weißen und einen braunen Vogel auf dem Felsen stehen. Meyboom vermutet, dass es sich um Grau- bzw. Purpurreiher handelt.
Links von ihnen verschwindet ein großes Tier hinter einem Felsblock, dessen Hinterteil stark dem eines Nilpferds ähnelt. Der Teil ist nicht original, erscheint aber bereits so auf der Kopie. Möglicherweise herrschte bei der Rekonstruktion eine Unklarheit, ob der betreffende Teil ein Fels oder ein Tier sei, die dann in Form eines Sowohl-als-auch gelöst wurde.
Links unten sieht man eine Streifenhyäne mit der Beschriftung ΚΡΟΚΟΤΤΑϹ (KROKOTTAS), ein Name, mit dem von Agatharchides die Hyäne bezeichnet wird. Die Streifen verlaufen allerdings horizontal, statt korrekterweise vertikal. Rechts davon ist ein Dromedar zu sehen. Die Beschriftung nennt es ΝΑΒΟΥϹ (NABOUS). Plinius schreibt, nabun wäre der aithiopische Name der Giraffe. Da man die Giraffe (griechisch καμηλοπάρδαλις kamelopardalis) für eine Kreuzung von Kamel und Panther (Pardel) hielt, wurden Giraffe und Dromedar leicht verwechselt.
Das Segment war stark beschädigt. Auf der Spitze des Felsen standen wahrscheinlich zwei Vögel, deren Füße auf der Dal Pozzo-Kopie noch zu sehen sind. Rechts des Felsen war möglicherweise ein Elefant zu sehen, dessen Umriss sowie ein Stoßzahn auf der Dal Pozzo-Kopie zu sehen sind.

### Segment 4

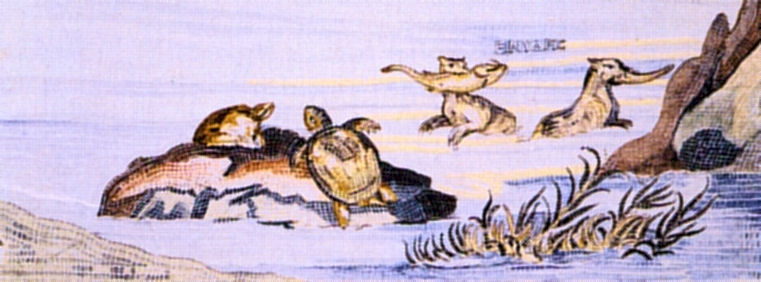
Segment 4 (Kopie von Dal Pozzo).

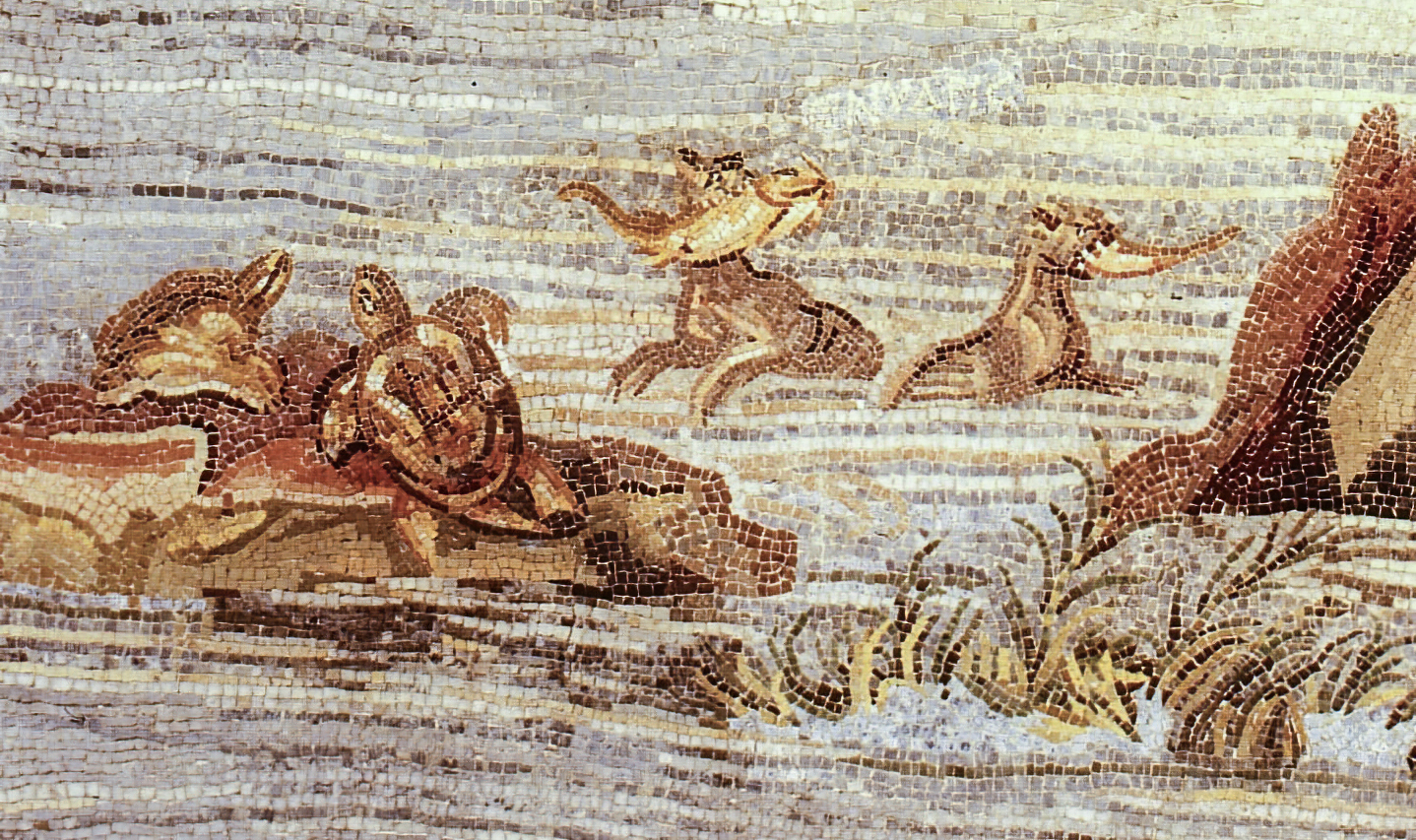
Schildkröten und Otter (Detail aus Segment 4)

Das kleine Segment schließt in der gegenwärtigen Anordnung links unten an Segment 2 an. Es zeigt zwei Otter, der linke trägt im Maul einen gefangene Fisch, der rechte hat seinen Fang schon halb heruntergewürgt. Als Arten kämen in Frage der Eurasische Fischotter (Lutra lutra) bzw. als eine für Äthiopien typische Art der Fleckenhalsotter (Lutra maculicollis). Über den beiden Ottern befindet sich eine schlecht lesbare Beschriftung (ΕΝΥΔΡΙϹ ENYDRIS „Wassertier“).
Auf einem Felsen unterhalb der Otter sitzen zwei Schildkröten.

### Segment 5

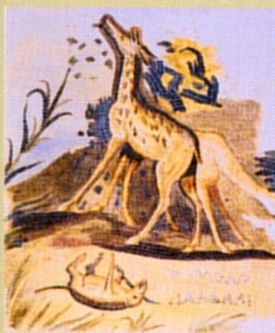
Segment 5 (Kopie von Dal Pozzo).

Das Segment zeigt zwei Giraffen, wobei die hintere von der vorderen verdeckt wird, so dass nur ihr Hals und ihre Füße zu sehen sind. Der Hals der vorderen Giraffe ist gestreckt, als würde sie eben Blätter von einem Baum rupfen, der auf der Kopie nur angedeutet zu sehen ist. Die hintere Giraffe, deren Vorderbeine und Hals man auf der Kopie sieht, scheint Gras vom Boden zu fressen. Unterhalb der Giraffen befindet sich die Beschriftung Κ.ΜΕΛΟΠΑΡΑΑΔΙ, ursprünglich wohl ΚΑΜΕΛΟΠΑΡΔΑΛΙϹ, also kamelopardalis, der in der Beschreibung von Segment 3 schon erwähnte übliche griechische Name der Giraffe.
Die im südlichen Sudan lebende Giraffe war zwar als nubischer Tribut schon in das alte Ägypten gekommen, der antiken Welt wurde sie aber erst bekannt, als sie als eines der exotischen aithiopischen Tiere in der schon erwähnten Prunkprozession des Ptolemaios II. gezeigt wurde. Die älteste bekannte Abbildung einer Giraffe zeigt ein Fries des 3. Jahrhunderts v. Chr. in der Nekropole von Marissa in Palästina. Die Römer bekamen sie erstmals bei den Spielen Caesars im Jahr 46 v. Chr. zu sehen.
Unterhalb der Giraffe sieht man ein kleines, auf dem Rücken liegendes Tier. Ob das Tier einen Schwanz hat, ist unsicher. Auf der Kopie ist ein relativ langer Schwanz zu sehen. Im Bericht über die Restauration bleibt das originale Vorhandensein eines Schwanzes offen. Welche Tierart dargestellt werden sollte, bleibt unklar. Es wurde vorgeschlagen, das Tier nicht als auf dem Rücken liegend, sondern als ein von einem Ast hängendes Chamäleon zu interpretieren. Weitere Vorschläge waren Klippschliefer, eine Igelart, z. B. der Äthiopische Igel (Paraechinus aethiopicus), oder eine Spitzmaus.
Als weitere Möglichkeit gibt es den Myrmekoleon, den Ameisen-Löwen, ein sagenhaftes, auch von Agatharchides in Äthiopien angesiedeltes Tier unklarer Größe und Beschaffenheit.

### Segment 6

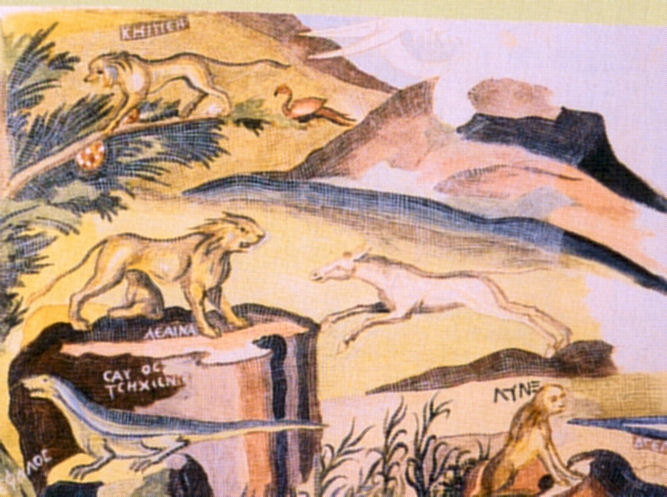
Segment 6 (Kopie von Dal Pozzo).